# بوستان مردم
پارک مردم یا بوستان مردم با نام قدیم لوناپارک در سمت غربی شهر همدان در مقابل دانشگاه بوعلی سینا و دانشگاه صنعتی همدان و دانشگاه علوم پزشکی همدان واقع شده و یکی از قدیمی‌ترین و بزرگترین پارک‌های شهرستان همدان به شمار می‌رود. بوستان مردم علاوه بر وسعت مناسب و جایگاه‌هایی جهت نشستن، دارای شهربازی، زمین بازی برای کودکان، زمین فوتسال، بسکتبال، والیبال پینگ پنگ و شطرنج نیز هست. 